# Oliver Gavin
Oliver Gavin, né le 29 septembre 1972 à Huntingdon, est un pilote automobile britannique. Vainqueur du championnat de Grande-Bretagne de Formule 3 en 1995, il a remporté à cinq reprises les 24 Heures du Mans en catégorie Grand tourisme et à quatre reprises les American Le Mans Series. il est pilote officiel pour le Corvette Racing depuis 2002 .

## Biographie
Après avoir commencé sa carrière par le karting, Oliver Gavin est récompensé du McLaren Autosport Young Driver of the Year en 1991. Après avoir terminé vice-champion du championnat de Grande-Bretagne de Formule 3 derrière Kelvin Burt, il s'essaye à la catégorie Formule 3000 en 1994. Cette année s'avérant être un échec, il retourne en F3 ou il remporte le titre devant Ralph Firman en 1995 à la dernière course.
Il a par la suite participé à de nombreuses journées d'essais privés pour des constructeurs de Formule 1 tels que le Pacific Racing, Benetton Formula ou le Renault F1 Team. Il aurait pu prendre part au Grand Prix d'Australie 1995 mais a dû renoncer car il n'avait pas sa super licence FIA. Entre 1998 et 1999, il conduit la voiture de sécurité durant les Grands Prix.
Après sa carrière en monoplace, Oliver Gavin s'est lancé dans l'endurance ou il a remporté de nombreux succès en catégorie Grand tourisme.

## Palmarès
- Champion de Formule 3 Britannique en 1995
- Vainqueur des 24 Heures du Mans en catégorie GTS, GT1, GTE Pro avec le Corvette Racing en 2002, 2004, 2005, 2006 et 2015.
- Champion en American Le Mans Series dans la catégorie GT1 puis GT en 2005, 2006, 2007 et 2012

## Résultats aux 24 Heures du Mans
| Année | Équipe                | Voiture                     | Équipiers                        | Classement général | Classement catégorie |
| ----- | --------------------- | --------------------------- | -------------------------------- | ------------------ | -------------------- |
| 2001  | Saleen-Allen Speedlab | Saleen S7-R                 | Franz Konrad Terry Borcheller    | 16e                | 3e                   |
| 2002  | Corvette Racing       | Chevrolet Corvette C5-R     | Ron Fellows Johnny O'Connell     | 11e                | 1re                  |
| 2003  | Corvette Racing       | Chevrolet Corvette C5-R     | Kelly Collins (pl) Andy Pilgrim  | 11e                | 2e                   |
| 2004  | Corvette Racing       | Chevrolet Corvette C5-R     | Olivier Beretta Jan Magnussen    | 6e                 | 1re                  |
| 2005  | Corvette Racing       | Chevrolet Corvette C5-R     | Olivier Beretta Jan Magnussen    | 5e                 | 1re                  |
| 2006  | Corvette Racing       | Chevrolet Corvette C6.R     | Olivier Beretta Jan Magnussen    | 4e                 | 1re                  |
| 2007  | Corvette Racing       | Chevrolet Corvette C6.R     | Olivier Beretta Max Papis        | Ab.                | Ab.                  |
| 2008  | Corvette Racing       | Chevrolet Corvette C6.R     | Olivier Beretta Max Papis        | 15e                | 3e                   |
| 2009  | Corvette Racing       | Chevrolet Corvette C6.R     | Olivier Beretta Marcel Fässler   | Ab.                | Ab.                  |
| 2010  | Corvette Racing       | Chevrolet Corvette C6.R GT2 | Olivier Beretta Emmanuel Collard | Ab.                | Ab.                  |
| 2011  | Corvette Racing       | Chevrolet Corvette C6 ZR1   | Richard Westbrook Jan Magnussen  | Ab.                | Ab.                  |
| 2012  | Corvette Racing       | Chevrolet Corvette C6.R     | Richard Westbrook Tom Milner Jr. | Ab.                | Ab.                  |
| 2013  | Corvette Racing       | Chevrolet Corvette C6 ZR1   | Richard Westbrook Tom Milner Jr. | 22e                | 7e                   |
| 2014  | Corvette Racing       | Chevrolet Corvette C7.R     | Richard Westbrook Tom Milner Jr. | 20e                | 4e                   |
| 2015  | Corvette Racing       | Chevrolet Corvette C7.R     | Jordan Taylor Tom Milner Jr.     | 17e                | 1re                  |
| 2016  | Corvette Racing       | Chevrolet Corvette C7.R     | Jordan Taylor Tom Milner Jr.     | Ab.                | Ab.                  |
| 2017  | Corvette Racing       | Chevrolet Corvette C7.R     | Tommy Milner Marcel Fässler      | 24e                | 8e                   |
| 2018  | Corvette Racing       | Chevrolet Corvette C7.R     | Tommy Milner Marcel Fässler      | Ab.                | Ab.                  |
| 2019  | Corvette Racing       | Chevrolet Corvette C7.R     | Tommy Milner Marcel Fässler      | Ab.                | Ab.                  |